# 이길여
이길여(李吉女, 1932년 6월 12일~)는 대한민국의 의료인이자 교육자이다.
가천대학교 길병원 설립자로 가천대학교 총장, 경인일보 회장, 가천길재단 회장을 맡고 있다.
이길여 총장의 호(號) '가천(嘉泉)'은 한국정신문화연구원장을 지낸 류승국박사가 지어줬다.

## 생애
일제 강점기에 태어난 이길여 총장은 어려서부터 굶주리고 가난한 사람들이 제대로 된 치료 한 번 못 받고 죽어가는 것을 보며 의사가 되기로 결심했다. 당시 ‘여자는 많이 배울 필요 없다’는 사회 분위기에도 불구하고 오직 의사가 되겠다는 일념으로 공부에 매진하여 의사가 되었다.
이 총장은 의대 졸업 후 수련 생활 내내 선진 의료에 대한 열망이 컸다. 1964년 32세의 늦은 나이에 미국 의사자격시험에 합격해 뉴욕으로 갔다. 당시 유학이나 이민을 가면 좀처럼 돌아오지 않던 시절이었지만, 한국을 떠날 때 꼭 돌아오라 던 조국의 환자들을 한시도 잊지 않은 그는 4년 간의 유학 생활을 마치고 귀국했다.
한국에 돌아온 뒤 이길여 산부인과를 열고, 돈이 없어 치료를 포기하는 환자들을 위해 ‘보증금 없는 병원’을 도입했다. 당시는 형편이 어려워 병원비를 못 내는 환자가 많아 병원마다 보증금을 받고 입원 시키던 시절이었다. 당시 보증금을 받지 않는다는 것이 어떤 의미인지 알 수 있는 기사가 있다. 1968년 10월 11일자 경향신문은 “부산의 모기독교병원의 경우 비영리기관으로 병원개설허가를 받고도 입원자는 8000원~1만2000원의 높은 보증금이 있어야 하고 진찰비도 150원씩 받고 있다” 고 보도했고, 1969년 2월 13일자 역시 경향신문은 “분초를 다투는 응급 중환자들이 보증금이 없다는 이유로 병원 문전에서 비정하게 추방당하는 판국에, 돈 없이 병 고치기란 그냥 앉아서 죽음을 기다리는 신세와 다름없다”고 쓰고 있다.
실제로 보증금 때문에 생명을 포기하려는 환자도 있었다. 이런 일화가 있다.  '이길여산부인과'를 찾아온 산모를 진찰하니 '자궁외임신'이었다. 복강 출혈이 멈추지 않는 응급상황이었지만 산모는 주섬주섬 옷을 입으며 귀가하려고 했다. 이길여 총장이 "아니, 지금 워하고 있는 거냐. 수술 안 받으면 죽을 수도 있다"고 해도 산모는 "보증금이 없어 수술을 못 받겠다"고 체념했다. 이 총장이 "그러면 보증금을 받지 않겠다"고 했지만 산모와 보호자는 "어차비 수술비도 없다"며 일어섰다. 이 총장은 "그러면 수술비도 받지 않겠다"며 무료로 수술을 진행했고 산모의 목숨을 살렸다. 이처럼 그는 돈이 없는 환자들은 무료로 진료를 해주었고, 이는 의료보험제도가 정착될 때까지 계속됐다.
당시 서해 섬에는 의사가 없어 전염병이 돌면 많은 사람이 죽었다. 그는 틈 날 때마다 통통배를 타고 섬을 돌아다니며 무료 진료와 질병 예방 교육을 했다. 그러다 보니 예전에 치료해 주었던 환자와 조우하는 일이 드물지 않게 일어났다. 한번은 이 총장이 영종도 선착장에서 배를 기다리는데 시간이 약간 남았다. 시간을 때우기 위해 근처 다방에 갔는데 다방 여주인이 ‘어머, 이길여 선생님 아니세요?’라며 반색했다. 이 총장은 기억하지 못했지만 다방 주인은 "제가 자궁외임신이었는데 무료로 수술을 해주셨다. 원장님은 내 생명의 은인"이라며 눈물을 글썽였다. 이 총장은 '세상에서 가장 맛 나는 공짜 커피'를 얻어먹었고, 쑥스러웠는지 동행한 간호사들에게 ‘봤지? 내가 이런 사람이야’하고 함께 웃었다. 
가난 때문에 아이를 지우려 했던 산모도 많았던 때다. 1969년 한 산모가 ‘이길여산부인과’를 찾아와 낙태 수술을 받으려고 했다. 산모는 ‘쥐구멍에 햇빛은 고사하고 바람구멍도 없을 정도’로 가난했다고 한다. 이 총장은 산모에게 ‘남편하고 같이 오세요’, ‘다음에 또 오세요’라고 하며 9~10차례 돌려보냈고 산모는 결국 소중한 딸을 낳았다. 딸은 ‘엄마의 보물’로 자라나 미국에서 대학교와 대학원을 졸업하고 미국에 거주 중이다. 이 같은 사실은 2016년 6월 ‘이길여산부인과 기념관’이 개관했을 때 산모가 직접 기념관에 찾아와 사연을 밝힘으로써 세상에 알려졌다.
이 총장은 자궁암으로 죽는 여성이 없기를 바라는 마음에서 자궁암 무료 검진도 도입해 지금까지 시행하고 있다. 이길여 총장은 가천 의대 졸업생 모두에게 해마다 가슴에 품는 청진기를 하나씩 선물하고 있다.
이길여 총장은 1978년 300병상 종합병원인 ‘의료법인 인천길병원’을 출범 시켰다. 1980년대 초, 의료취약지인 농어촌 주민들의 간곡한 요청으로 양평, 철원, 백령도에 길병원을 운영했다.
이길여 당시 인천 길병원장은 86년 8월 2일에 "인하대부속병원이 신축되면 타격을 입게되니 신축허가를 저지해달라"는 청탁을 전두환씨의 형제인 전경환 씨에게 하였다. 이 당시 이길여 병원장은 전경환씨에게 4천 700만원을 전달한것으로 알려져 있다.이 사건과 관련하여 인하대 의과대학생들은  "정권과 결탁해 인하대 부속병원의 설립을 방해한 인천중앙길병원 이사장 이길여씨는 책임을 지라" "뇌물수수한 이길여는 물러나라" 등의 구호를 외치며 시위를 하였다.
1987년에는 산업 재해로 고통 받는 공단 근로자들을 위해 부평과 주안, 반월, 시화, 남동 공단이 인접한 인천 남동구 구월동에 지금의 본원인 중앙길병원(현 가천대 길병원)을 설립했다. 그러나 길병원은 노동자들의 노조 활동에 대하여는 노조 결성을 주도한 4명을 해고시키는등 강경하게 대응하였다.
길병원에는 일관된 원칙이 있다. 바로 봉사다. ‘첫째도 봉사, 둘째도 봉사, 셋째도 봉사’한다는 마음으로 정성을 다해 환자를 돌봐야 한다는 것이다. 길병원은 서해권역응급의료센터, 권역외상센터, 정신건강복지센터, 자살예방센터, 장애인구강진료센터, 해바라기센터(아동), 인천지역암센터, 광역치매센터, 고위험산모신생아통합치료센터 등 공공 의료를 위한 역할을 다하고 있다.
1990년엔 ‘돈이 없어 치료 받지 못해 숨지는 환자는 없도록 하자’는 취지에서 ‘새생명찾아주기운동본부’를 설립하여, 중증 환자들을 무료로 수술해주고 있고, 약 5천 여명이 이곳을 통해 새 생명을 찾았다.
이 같은 의료를 통한 봉사는 국경의 장벽을 뛰어 넘었다. 국내는 물론 몽골, 캄보디아, 카자흐스탄 등 해외로 범위를 넓혀 지금까지 전 세계 17개국 432명의 어린이들이 무료 심장 수술 혜택을 받았다. 이 같은 해외 심장병 무료 진료는 1983년 레이건 미국 대통령 부부가 방한 일정을 마치고 미국으로 돌아갈 때 한국의 심장병 어린이 두 명을 데리고 가서 수술해 주었던 기억, 그 때의 안타깝고 감동적인 사건이 영향을 주었다.
2001년에는 한센국제후원회장을 하면서 베트남에 한센병 환자들의 자활을 위한 직업훈련원을 세웠고, 이런 박애 정신을 인정받아 몽골과 키르키스스탄 정부로부터 최고 의료 훈장을 받았다. 아울러 국내 의과 대학 최초로 우즈베키스탄에 의대 설립과 의학 교육 프로그램을 전수해 주고 있으며, 페루 정부와 공동으로 길병원의 원격 의료 기술을 전수하는 시범 사업도 하고 있다.
이 총장은 2006년 5월 24일부터 9월 1일까지 중앙일보에 ‘남기고 싶은 이야기’를 연재했다. 자서전 격인 이 글을 쓰며 비로소 ‘인생의 전환점’을 인식했다고 한다. 개인적인 삶과는 단절된 채 ‘잃어버린 40년’을 살았다는 약간의 회한을 느꼈다는 것인데 이와 관련해 그는 이런 말을 한 적이 있다. “미국에서 돌아온 후(1968년)부터 2000년대 후반까지는 일밖에 몰랐습니다. 개인적인 삶이 거의 없었어요. 직원들과 이야기를 하다 보면 제가 아무 것도 모르는 거예요. 그때 유행했던 노래도 모르고 영화도 모르고……완전히 벽장 속에 갇힌 카나리아 같은 삶을 살았던 것 같습니다.”
이길여 총장은 ‘인재 양성이 곧 애국’이라는 신념을 갖고 있다. ‘나 같은 의사, 가슴이 따듯한 의사’를 키우기 위해 1997년 국내 41번째로 ‘가천의과대학교’를 설립했다. 글로벌 인재 양성을 위해 1998년 경원대를 인수하여, 2005년에는 가천의대와 가천길대학을, 2006년에는 경원대와 경원전문대를 통합하고, 2012년에는 이들 4개 대학을 모두 통합해 지금의 가천대학교를 탄생시켰다. 가천대는 입학 정원 3750여명, 의대, 한의대, 약대, 간호대를 갖춘 수도권 명문 대학이 됐으며, 발전 가능성이 가장 큰 대학으로 평가 받으며 비약적인 성장을 해나가고 있다. 2020년에는 국내 대학 학부 최초로 인공지능학과를 신설하였다.
이길여 총장의 노력은 기초 의학 발전으로도 뻗어갔다. 2006년 뇌과학 연구원, 2007년 바이오나노연구원, 2008년 이길여암·당뇨연구원을 설립하였고, 이들 연구소는 정부가 세계적 수준의 대학을 육성하기 위해 추진하는 WCU(World Class University, 세계 수준의 연구중심대학)에 선정됐다. 인천 송도경제자유구역에 위치한 ‘가천브레인밸리'(Gachon Brain Vally)에서 미국에 이어 세계 두번째 뇌전용 11.7T MRI과 중성자 암치료기 ‘A-BNCT’를 개발중이며, 뇌영상과 진단분야의 세계 특허를 다수 보유하고 있다.
고등학교 3학년 때 일어난 6.25 전쟁 시 이길여 총장과 함께 공부하던 남학생들은 학도병으로 전쟁터에 나가 대부분 돌아오지 못했다. 그래서 이 총장은 그들의 몫까지 책임을 다해야 한다고 늘 생각했고, 자신은 조국에 빚이 있다고 강조한다. 그것을 갚기 위해 미국 유학에서 돌아왔고 ‘나라를 위해 내가 할 수 있는 일이 무엇일까’를 끊임없이 생각하며 지금까지 살아왔다. 일생을 환자와 학생, 이웃과 국가를 위해 할 수 있는 것을 고민해왔고, 그것이 그의 철학인 ‘박애 봉사 애국’이다. 이제는 그 몫을 자라나는 새로운 세대들에게 물려주는 것이 이 총장의 꿈이다.
환자를 사랑하는 의사로서, 후학양성에 열정을 쏟는 교육자로서, 그리고 우리나라 기초과학의 발전을 견인한 의과학자로서 쉼 없이 정진해온 이길여 총장. 어릴 적 바람개비를 유난히 좋아했고, 바람이 잦아들 때면 쉼 없이 달려 바람개비를 더 힘차게 돌렸던 이 총장은 스스로를 ‘멈추기를 거부하는 바람개비’라고 표현한다. 

## 학력
- 1951년 이리여자고등학교 졸업
- 1957년 서울대학교 의과대학 M.D.
- 1977년 니혼 대학 대학원 의학 박사

### 명예 박사 학위
- 2003년 단국대학교 명예교육학 박사
- 2008년 KAIST 명예이학 박사

## 경력
- 1958           이길여 산부인과 개원
- 1978           의료법인 길의료재단 설립, 現)가천대 길병원 설립자 및 명예이사장
- 1981 ~ 2005    민주평화통일자문회의 상임위원, 여성부의장
- 1982 ~ 1984    사단법인 한국여자의사회 회장
- 1985           '85 UN여성대회 정부대표 참가(케냐)
- 1991~          가천문화재단 설립, 現)설립자 및 명예이사장
- 1992 ~         사회복지법인 새생명찾아주기운동본부 설립, 現)설립자 및 명예이사장
- 1993 ~	       사단법인 가천미추홀청소년봉사단 설립, 現)총재(2010~)
- 1993 ~         現)한센국제협력후원회 회장
- 1995 ~ 2005    서울대학교 의과대학 동창회 회장(5회 연임)
- 1995 ~         가천박물관 설립, 現)설립자
- 1999 ~	       現) 경인일보 회장
- 2001 ~ 2003    민주평화통일자문회의 여성부의장
- 2002           現) 가천길재단 회장
- 2003 ~ 2007    의사협회 ‘한국의학 100주년 기념사업위원회’위원장
- 2003 ~ 2004    중앙인사위원회 인사정책자문회의 의장
- 2007 ~ 2008    한국과학기술기획평가원(KISTEP) 이사장
- 2009           인천세계도시축전 시민위원장
- 2011 ~ 2013    헌법재판소 자문위원
- 2011 ~ 2012    국립대학법인 서울대학교 초대 이사
- 2012 ~         現) 통합 가천대학교 초대 총장 및 설립자
- 2014 ~2016     경인지역 대학총장협의회 초대 회장
- 2016           現) 한국차문화협회 명예이사장

## 수상 경력
- 1985  국민훈장 목련장 수훈
- 1993  제29회 용신봉사상 수상
- 1997  제2회 자랑스런 전북인 대상 수상
- 2003  국민훈장 무궁화장 수훈
- 2003  제13회 자랑스런 서울대인 상
- 2003  서울대 총동창회 제5회 관악대상 수상
- 2006  서울대 총동창회 ‘유공(有功)동문상’ 수상
- 2007  한국 언론인협회 선정 '2007 자랑스런 한국인 대상' 수상
- 2007  서울의대 제정 제8회 함춘대상 사회공헌부문 대상 수상
- 2009  과학기술훈장 창조장(1등급)
- 2009  제12회 효령상 사회봉사부문 수상
- 2009  제3회 성산효행대상 수상
- 2009  몽골 최고 훈장 '훔테트 템테그 의료훈장'
- 2010  제1회 인천사랑대상 수상
- 2011  한국과학기자협회, 우남 과학진흥
- 2011  여성신문사 '올해의 인물상' 수상
- 2012  뉴스위크 '2012 세계를 움직이는 여성 150인' 선정
- 2012  인촌상 '공공봉사부문' 수상
- 2013  과학기술훈장 창조장(1등급)
- 2013  제12회 효령상 사회봉사부문 수상
- 2013  제3회 성산효행대상 수상
- 2013  몽골 최고 훈장 '훔테트 템테그 의료훈장'
- 2013  포브스(FORBES) '아시아 기부 영웅 48인' 선정
- 2013  미국 하와이한인회 '한인이주 110주년 기념식' 공로패
- 2015  키르기스스탄 최고 의료훈장 수훈
- 2015  적십자 '박애장 금장' 수상
- 2016  한국여자의사회 공로상 및 특별기여상 수상
- 2016  YWCA 제14회 한국여성지도자상 대상 수상
- 2016  대한민국 사회공헌 명예의전당 선정 노블레스 오블리주 명예의 전당
- 2017  제1회 대한민국을 빛낸 호남인 상 수상
- 2017  올해의 '인천인 대상' 수상
- 2019  제16회 서재필 의학상 수상
- 2020  국제라이온스 인도주의상 수상

## 저서
- 가슴에 품은 청진기
- 아름다운 바람개비
- 간절히 꿈꾸고 뜨겁게 도전해라
- 나의 꿈, 나의 도전
- 의학과 의료
- 바람을 부르는 바람개비
- 꿈은 멈추지 않는다
- 끝없는 태동, 끝없는 도약
- 어미새의 노래

## 가계
- 조부 이상제 : 전주 이씨 익안대군(이방의(李芳毅), 이성계의 셋째 아들)파 16대 손
- 조모 김흥아
  - 부친 이동숙(1913년~1948년)[11]
  - 모친 차순녀(1909년~1998년)
    - 언니 이귀례(1928년~2015년)
      - 조카 1남 3녀

## 논란

### 전경환에 대한 뇌물 논란 및 무죄 확정
1986년초에 길병원 근처에 인하대병원의 부속병원이 생기려하자 전두환의 형제인 전경환에게 병원 설립을 막아달라며 1천 7백여만원의 뇌물을 지급했다는 논란이 있다. 다음은 검찰의 전경환에 대한 공소장의 일부이다.
```
피고인 전경환은 1986년초 일사불상 14시경 위 새마을운동 중앙본부회장실에서 인천시 남구 구월동 소재 의료법인 길병원의 이사장 이길녀로부터 인하대학교 의과대학에서 인천에 부속병원을 신축하려고 보건사회부에 병원개설 승인신청을 하였는데 만약 위 병원의 개설 승인이 나면 길병원의 영업에는 치명적인 타격을 입게 되므로 보사부장관에게 인하대학교 부속병원의 개설허가를 해주지 말도록 부탁,같은해 8월 15일에 댓가로 한일은행 인천지검장 발행의 1백만원권 자기앞수표 17장 합계급 1천 7백만원을 교부받아 공무원에 직무에 속한 사항의 알선에 대하여 금품을 수수하고
[
12
]
```

검찰이 공소장에 적시한 혐의는 1심에서 1700만원만 인정되었지만 2심에서는 “청탁알선 명목이 아니라는 이유로” 무죄 판결을 받았다. 이러한 2심 판결은 1989년 5월 23일 대법원 판결로 확정되었다.

## 일화
-우리나라는 1960년, 1970년대 가난 때문에 제대로 된 치료한 번 받지 못하고 죽는 경우가 많았다.
의료보험제도가 없어 생계가 어려운 서민들은 병원비 부담이 컸다. 이길여는 보증금 없는 병원임을 병원 안팎에 알리고 이를 병원 입구와 수납 창구에 써 붙였다. 당시에는 책값, 술값은 떼 먹어도 죄가 되지 않는다는 묘한 인식이 만연해 있던 시절이었다. 이 때문에 병원들은 살아남기 위해 보증금을 받는 것이 관행이었다. 그러나 이길여는 입원할 때나 수술할 때 받던 보증금을 과감히 없앴다. 환자에게 보증금을 받지 않는 방식의 병원 운영은 1977년 시작된 의료보험이 정착될 때까지 계속됐다.
이길여는 따뜻한 청진기로 유명하다. 이길여는 산부인과 의사 시절, 항상 청진기를 가슴에 품고 다녔다. 차가운 금속 체가 몸에 닿을 때 깜짝 놀라거나 움찔하는 환자들을 위해 청진기를 체온으로 덥혔던 것이다. 또한 차가운 고무장갑에 산모가 놀라지 않도록 내진 전에 항상 따뜻한 소독물에 담가 놓았다. 불안해 하는 환자와 가족들을 위해 항상 손을 잡으며 '치료가 잘될 테니 걱정하지 마세요'라고 안심 시켰다. 의사의 말 한마디가 환자에게 큰 위로와 힘이 되기 때문이다. 이 같은 진료 방식은 약자를 배려하는 따스한 마음에서 나온 행동이다. 이길여는 젊은 수련의들과 예비 의사들에게도 항상 '가슴으로 진료하라'고 가르친다.
- 1970년대 초반의 일이다. '이길여산부인과’에 이른 아침부터 30대 초반의 남자가 뛰어들어왔다. 이길여 원장은 사내의 표정만 보고서도 산모의 상태가 심상치 않음을 직감했다. 황급히 왕진 가방을 챙겨 당시에는 다리도 없던 영종도로 출발했다. 남자를 따라 조산사와 함께 여객선을 타고 영종도로 들어갔고 거기서 또 몇 리를 산을 넘고 개울을 건너 한참을 걸었다. 해가 저물어갈 무렵에야 산모가 있는 집에 도착해보니 이미 산모는 입에 거품을 문 채 절명해 있었다. 남자는 목을 놓고 울었고 이길여 원장도 함께 울었다. 이길여 원장은 “어떻게 돌아왔는지 모르겠다”며 “영종도 산모의 죽음을 지켜보며 느꼈던 슬픔과 충격이 나중에 병원선(船) 구상으로 이어지고, 지금의 닥터헬기를 운영하게 된 계기였다”고 회고했다. 이상은 이길여 총장 회고록 『길을 묻다』에 소개된 일화다.